# Nubiërs (volk)
De Nubiërs (Nobi, Nobiin: Nòòbíí, Arabisch: نوبيون of نوبة, ook wel Nijl-Nubiërs) zijn een volk in de historische regio Nubië in het zuiden van Egypte en het noorden van Soedan. Het aantal omvat rond 2 miljoen mensen.
Ze omvatten vier groepen: de Fedicca, Mohas, Kunuz en Dongola, soms samengevat tot de Fedicca-Mohas en Kunuz in Egypte (resp. 384.000 en 54.000, en Dongola in Soedan (76.000 Dongola, daarnaast nog 556.000 Fedicca-Mohas). Volledig gearabiseerde Nubiërs in Egypte werden afzonderlijk geteld, tot 543.000.
Gesproken worden Noord- of Nilo-Nubische talen van de Nubische tak van de Oost-Soedanese familie van de Nilo-Saharaanse macrofamilie: het Nobiin (afgeleid van het Oud-Nubisch) met de dialecten van de Fedicca-Mohas, en het Kenzi-Dongolawi. Daarnaast spreekt iedereen ook Arabisch.
Tot de 7e-8e eeuw waren de Nubiërs christenen (Koptisch-Orthodoxe Kerk), tegenwoordig zijn bijna alle Nubiërs moslim.

## Geschiedenis
De sprekers van de twee Nilo-Nubische talen kwamen op verschillende tijdstippen naar de Nijlvallei.  Hoewel de talen onderling niet verstaanbaar zijn, staan ze nu dichter bij elkaar dan bij andere Nubische talen. Van oorsprong waren de Nubiërs herdersvolken die in Kordofan woonden, maar vanwege het steeds droger wordende klimaat naar de Nijlvallei trokken. Het ten zuiden van Egypte gelegen koninkrijk Koesj was al enige eeuwen in verval, en bood geen weerstand tegen de invallers. Omstreeks het begin van de Christelijke jaartelling worden ze voor het eerst vermeld door Strabo, die Eratosthenes als bron geeft en hen aan de Nijl ten noorden van Meroë lokaliseert.

De voorouders van de Nobiin-sprekers kunnen geïdentificeerd worden met de Nobatae, die door de Romeinse keizer Diocletianus in AD 297 uitgenodigd werden om de invallen van de Blemmyes, die uit de Oostelijke Woestijn kwamen, tegen te gaan. De Nobatae stichtten daarop aan het begin van de 4e eeuw de koninkrijken Nobatia en Makuria op het gebied van het voormalige Koesj. 

## Hervestiging
De huidige Nubiërs leven in de midden-Nijlvallei van de 1e stroomversnelling (nabij Aswan, Egypte) tot de 4e stroomversnelling (ten noorden van Korti, Soedan). In het verleden reikte hun woongebied nog verder stroomopwaarts, tot aan Khartoem.
In Egypte woonden ze ten zuiden van Aswan, maar na de bouw van de Aswandam in 1960-70 werd bijna de hele bevolking hervestigd in dorpen langs de oevers van het gevormde Nassermeer of stroomafwaarts (ongeveer 40% van de Nubiërs; inclusief in drie dorpen op Elephantine in het centrum van de stad Aswan, rond de stad Kom Ombo en naar de grote steden in het noorden, zoals Caïro).
Aan Soedanese kant werden de meeste Nubiërs uit de overstroomde landen (40.000, voornamelijk de Mahas) in 1964-65 verplaatst naar het hiervoor gebouwde Nieuw-Halfa (Ḥalfā ’al Jadīdah) in de staat Kassala in het oosten van Soedan.

## Nubië en Nubiërs
Het gebied ten zuiden van Egypte werd vanaf de Romeinse tijd bekend als Nubië, vernoemd naar het volk der Nubiërs. Dit had tot gevolg dat de benaming "Nubiërs" gebruikt ging worden als verzamelnaam voor alle volkeren die gedurende de geschiedenis ten zuiden van Egypte leefden. Deze waren van zeer uiteenlopende afkomst en spraken verschillende niet-verwante talen. Het bekendst hiervan waren de Koesjieten, welke een taal spraken die bekendstaat als het Meroïtisch. Daarnaast vermelden Egyptische bronnen nog meerdere andere volken, waarvan bij vele slechts de naam bekend is.
Bij de Arabieren werd de naam "Noeba" gebruikt voor alle zwarte volkeren ten zuiden van Egypte. De huidige Noeba in Zuid-Kordofan hebben dan ook geen historische, etnische of taalkundige relatie met de eigenlijke Nubiërs.

## Verwante volkeren
Naast Nobiin, Kenzi en Dongolawi worden er buiten de Nijlvallei nog slechts sporadisch Nubische talen gesproken. In de Noeba-bergen woont, te midden van niet-verwante volkeren, een kleine groep Berg-Nubiërs die een Nubische taal spreken, en ook de Midob in Noord-Darfoer spreken een Nubische taal. Geen van deze volkeren heeft echter historische banden met de Nijlvallei.